# Lauffen (Neckar) (stacja kolejowa)
Lauffen (Neckar) (niem: Bahnhof Lauffen (Neckar)) – stacja kolejowa w Lauffen am Neckar, w regionie Badenia-Wirtembergia, w Niemczech. Znajduje się w km 40,5 linii Frankenbahn. W latach 1896–1995 była punktem wyjścia obecnie nieczynnej Zabergäubahn do Leonbronn.
Według klasyfikacji Deutsche Bahn posiada kategorię 4.

## Historia
W dniu 25 lipca 1848 Lauffen otrzymał poprzez Frankenbahn połączenie z Bietigheim do Heilbronn z siecią kolejową Wirtembergii.
28 sierpnia 1896, Königlich Württembergische Staats-Eisenbahnen (K.W.St.E) otworzyło kolej wąskotorową Zabergäubahn o szerokości toru 750 mm z Lauffen do Güglingen. W kwietniu 1901, rozpoczęto prace budowlane dla rozbudowy tej linii do Leonbronn, która została otwarta w dniu 18 października 1901.
W dniu 25 lipca 1986 roku ruch pasażerski został wstrzymany na Zabergäubahn, w dniu 25 września 1994 r. również ruch towarowy.

## Linie kolejowe
- Frankenbahn
- Zabergäubahn